# 디에고 포를란
디에고 마르틴 포를란 코라소(스페인어: Diego Martín Forlán Corazzo, 1979년 5월 19일 ~ )는 우루과이의 축구 선수 출신 축구 감독이다. 현역 시절 포지션은 공격수이다.
몬테비데오에서 태어난 그는 축구로 유명한 가문에서 태어났다. 그의 아버지 파블로 포를란은 우루과이 축구 국가대표팀에서 활약했으며, 1966년, 1974년 FIFA 월드컵에 우루과이 축구 국가대표팀의 수비수로 출전하기도 했다. 그리고 그의 외할아버지 후안 카를로스 코라소도 전직 축구 선수로, 아르헨티나의 인데펜디엔테에서 활약했으며, 1962년 FIFA 월드컵에서 우루과이 축구 국가대표팀 감독을 맡았다.
그는 피치치와 유러피언 골든슈를 각각 2번씩 받은 바 있으며, 국가대표로서도 그는 뛰어난 활약을 보이고 있는데, 2002년 FIFA 월드컵에서 1골, 2010년 FIFA 월드컵에서 5골을 기록하였다. 2010년 FIFA 월드컵에서 아디다스 골든볼을 수상(受賞)하였다.
2011년, 그는 이탈리아 세리에 A FC 인테르나치오날레 밀라노로 이적하면서 7년 만에 스페인 라리가를 벗어나게 되었다. 그러나 월드컵 이후 시작된 노쇠화로 성공적이지 못한 시즌을 보낸 그는 1년 만에 브라질 SC 인테르나시오나우로 이적하였다.
2014년 1월 J리그 디비전 1의 세레소 오사카로 이적하였다. 첫 시즌 26경기에 나서 7골에 그쳤고 팀은 J리그 디비전 2로 강등 되었다.

## 클럽 경력
페냐롤과 다누비오, 인데펜디엔테 유소년 팀을 거쳤고 인데펜디엔테 유소년 팀 소속이던 1995년엔 AS 낭시에서 입단 테스트를 보기도 하였다.
1998-99 시즌 인데펜디엔테 1군 팀에 콜업되어 프로 데뷔전을 치렀고 2002년 팀을 떠날 때까지 80경기에 출전하여 37골을 기록하였다.
2002년 1월 22일 690만 파운드의 이적료에 맨체스터 유나이티드로 이적하였고 7일 후인 29일 볼턴 원더러스를 상대로 잉글랜드 무대 데뷔전을 치렀다. 같은 해 9월 18일 챔피언스리그 마카비 하이파와의 경기에서 맨체스터 유나이티드 소속으로 데뷔골을 터뜨렸고 한 달 후인 10월 26일엔 애스턴 빌라를 상대로 리그 데뷔골을 터뜨렸다. 12월 1일엔 리버풀을 상대로 멀티골을 기록하며 팀에 2-1 승리를 안기기도 하였다.
2004년 8월 21일 비야레알로 이적하였다. 8월 30일에 가진 데뷔전에서 데뷔골을 기록한 것을 시작으로 시즌 내내 물오른 득점 감각을 뽐내며 리그 38경기에서 25골을 기록하는 맹활약을 펼쳤다. 이 활약을 바탕으로 리그 득점왕에 오른데 이어 티에리 앙리와 함께 2004-05 유러피언 골든슈를 수상하였다.
2007년 여름 아틀레티코 마드리드로 이적하였다. 2008-09 시즌 리그 33경기에 출전하여 32골을 넣으며 다시 한 번 리그 득점왕과 유러피언 골든슈를 동시에 차지하였다. 2010-11 시즌 초반엔 12경기 연속 무득점을 기록하는 등 부진한 모습을 보이다 2011년 여름 인테르나치오날레로 이적하였지만, 인테르나치오날레에서의 첫 시즌 리그 2골에 그치는 저조한 활약을 펼쳐 시즌이 끝난 후 팀을 떠났다.
2012년 7월 인테르나시오나우로 이적하며 남미 무대로 복귀하였다.
2014년 1월 일본의 세레소 오사카가 디에고 포를란의 영입을 공식 발표하였다. 포항 스틸러스와의 경기에서 AFC 챔피언스리그 데뷔전을 치른데 이어 산프레체 히로시마를 상대로 J1 데뷔전을 치렀다. 2014 시즌을 끝으로 J2로 강등된 세레소와 함께 2015 시즌엔 J2리그에서 반 시즌 간 활약하였다.
2015년 7월 고국의 명문 클럽 페냐롤로 이적하였다.

## 국가대표팀 경력

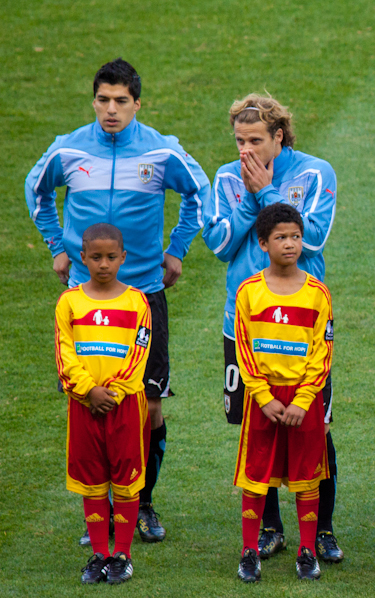
2010년 FIFA 월드컵에서, 포를란(右)과 수아레스.

포를란은 2002년에 처음 대표팀에서 뛰어 그 해 3월 27일 사우디아라비아와의 평가전에서 대표팀으로서의 첫 골을 기록하였고, 그 해 열린 월드컵에서 6월 11일 세네갈과의 A조 3차전 경기에 출전, 발리 골을 성공시켜 팀이 3-3으로 비기는 데 기여했다. 그러나 우루과이 팀은 조(組) 3위에 그쳐 프랑스와 함께 예선 탈락하고 말았다. 포를란은 그 이후 2007년 코파 아메리카에 출전하였고, 2008년 6월 17일 열린 페루와의 월드컵 예선 경기에서 해트트릭을 기록했다.

### 2010년 FIFA 월드컵
포를란은 2010년 FIFA 월드컵에서 5골을 기록하여 우루과이가 40년 만에 4강에 진출하는 데 크게 공헌하였다. 그는 2010년 6월 16일 벌어진 우루과이와 남아프리카공화국의 A조 2차전에서 중거리 골을 포함하여 2골을 터뜨려, 팀이 3-0으로 승리하는 데 기여했다. 또한 7월 2일 열린 가나와의 8강전에서 프리킥으로 골을 넣어 1-1의 동점골을 만들었다. 우루과이는 그 경기에서 승부차기로 4-2로 가나를 꺾었다. 이어 같은 달 6일 벌어진 네덜란드와의 경기에서도 그는 전반전에 중거리 골을 터뜨렸으나, 팀은 3-2로 패하고 말았다. 10일에 열린 독일과의 경기에서도 포를란은 발리골을 터뜨렸다.
한편 포를란은 1990년의 로타르 마테우스 이래 월드컵 대회에서 페널티 라인 밖에서 슈팅을 해서 3골을 기록한 첫 선수가 되었다. 디에고 포를란은 2010년 FIFA 월드컵에서 우루과이의 부주장(주장은 디에고 루가노)으로써 5골 1어시스트의 활약에 힘입어, 대회 최우수 선수에게 수여되는 아디다스 골든볼을 수상(受賞)하게 되었다. 4위 팀 선수가 아디다스 골든볼을 수상하는 것은 역대 최초이다

### 2014년 FIFA 월드컵
그는 2014년 FIFA 월드컵 최종명단에 소집되었으며 첫경기인 코스타리카전에서 부상을당한 루이스 알베르토 수아레스를
대신하여 선발출전하였다. 팀은 에딘손 카바니의 PK골로
앞서갔으나,후반 수비불안문제로 3골을 허용하며 1-3으로
역전패했다. 그의 유효슛팅은 왼쪽에서 날린 왼발슛팅이
수비수맞고 굴절되며 골문을 향했으나 나바스가 선방한 슛팅밖에 없었고, 그는 후반 니콜라스 로데이로와 교체되었다. 팀은 나머지 두경기에서 선전하며 16강에 진출하였다.
그는 16강전에서 이탈리아전 조르조 키엘리니의 어깨를 깨무는 행위로 인한
징계로 월드컵에서 퇴장된 루이스 알베르토 수아레스를 대신하여 선발출전하였다. 그러나 팀의 전력은 크게 약화된 상태였고. 결국 팀은 콜롬비아에게 0-2로 지면서 8강진출에 실패하였다.
2015년 3월,국가대표팀 은퇴를 선언하였다.

## 에피소드
- 인디펜디엔테 소속 시절 당시 아르헨티나에서 방영되었던 인기 만화에 등장하는 마녀를 닮았다고 해서 그 캐릭터의 이름인 '카차바차(Cachabacha)'가 그의 별명이 되었다.[3]
- 그는 원래 테니스 선수였으나, 12세이던 1991년에 다섯 살 위인 누나 알레한드라가 교통사고로 하반신이 마비되는 중상(重傷)을 입었을 때, 25만달러(약 3억원)가 넘는 수술비를 감당할 형편이 되지 못했다. 그때 포를란의 아버지 파블로의 친구였던 마라도나가 적극 나서 기금을 모은 끝에 알레한드라는 수술을 받을 수 있었다. 그 이후 유망한 테니스 선수였던 포를란은 이를 계기로 축구 선수로 전향했다. 아르헨티나의 인디펜디엔테에서 뛰던 포를란을 맨체스터 유나이티드 FC에서 뛸 수 있도록 도움을 준 것도 마라도나였으며,[4] 축구 선수로서 포를란의 본보기 역시 마라도나였다.
- 아르헨티나의 패션 모델 사이라 나라(Zaira Nara)와 교제 중이었고 약혼까지 발표하였으나 심경 변화를 이유로 취소하였다. 그렇지만 이를 참지 못한 사이라 나라가 포를란이 동성애자라는 소문을 퍼트렸다.[5]
- 그는 모국어인 스페인어 외에도 프랑스어, 포르투갈어, 이탈리아어, 영어 - 5개 언어를 구사할 수 있다.[3]
- 디에고 포를란과 프랑스 대표팀의 유리 조르카에프는 2002년 FIFA 월드컵에서 우루과이와 프랑스 대표로 출전했는데, 그들의 아버지인 파블로 포를란과 장 조르카에프도 1966년 FIFA 월드컵에서 우루과이와 프랑스 대표로서 출전해 대결하였다.

## 플레이 스타일
포를란의 플레이 스타일은 전형적인 타겟형 스트라이커다. 그의 장점인 골 결정력은 세계적인 수준이며, 포를란의 스피드는 보통 공격수들에 비해 느리다. 그래서인지 골을 넣기가 어렵다고들 하지만, 어디서나 골을 넣을 수 있음을 2010 남아공 월드컵에서 증명하였다. 또한 2010년 FIFA 월드컵에서는 대표팀 동료인 루이스 알베르토 수아레스와 에딘손 카바니 밑에서 플레이 메이커 역할을 수행했는데 그것도 뛰어난 모습을 보여 주었다. 대한민국과의 16강전에서 루이스 알베르토 수아레스가 기록한 선제 골은 포를란의 패스에서 나왔다.

## 수상 내역

#### 맨체스터 유나이티드
- 프리미어리그 : 2002-03
- FA컵 : 2003-04
- 커뮤니티쉴드 : 2003

#### 비야레알
- UEFA 인터토토컵 : 2004

#### 아틀레티코 마드리드
- UEFA컵 : 2009-10
- UEFA 슈퍼컵 : 2010

#### 인테르나시오나우
- 캄페오나투 가우슈 : 2013

#### 페냐롤
- 프리메라 디비시온 : 2015-16

#### 키치
- 홍콩 프리미어리그 : 2017-18

#### 우루과이
- 코파 아메리카 : 우승 (2011), 3위 (2004)
- FIFA 월드컵 : 4위 (2010)

### 개인
- 발롱도르 5위 : 2010
- 라리가 득점왕 : 2004-05, 2008-09
- 라리가 최우수 남미 선수 : 2004-05
- 유러피언 골든슈 : 2005, 2009
- FIFA 월드컵 골든볼 : 2010
- FIFA 월드컵 득점왕 : 2010
- FIFA 월드컵 드림팀 : 2010
- FIFA 월드컵 대회의 득점 : 2010
- UEFA 유로파리그 결승전 MoM : 2010
- 캄페오나투 가우슈 득점왕 : 2013
- 2010년 FIFA 월드컵 맨 오브 더 매치 : vs. 프랑스, vs. 남아프리카공화국 (이상 조별리그), vs. 가나 (8강전)
- 2011년 코파 아메리카 맨 오브 더 매치 : vs. 멕시코 (조별리그)
- 2013년 FIFA 컨페더레이션스컵 맨 오브 더 매치 : vs. 나이지리아 (조별리그)

## 같이 보기
- A매치 100경기 이상 출전한 축구 선수 명단